# ヴィーゼル (空挺戦闘車)
ヴィーゼル空挺戦闘車（ドイツ語: Waffenträger Wiesel）は、ドイツ陸軍が現在使用している空挺部隊向けの小型装軌車両である。名称の「ヴァッフェントレーガー」（Waffenträger）は兵器運搬車を意味する。また「ヴィーゼル」（Wiesel）とは、ドイツ語でイタチを指し、これは、本車の小ささにちなんで付けられている。

## 概要

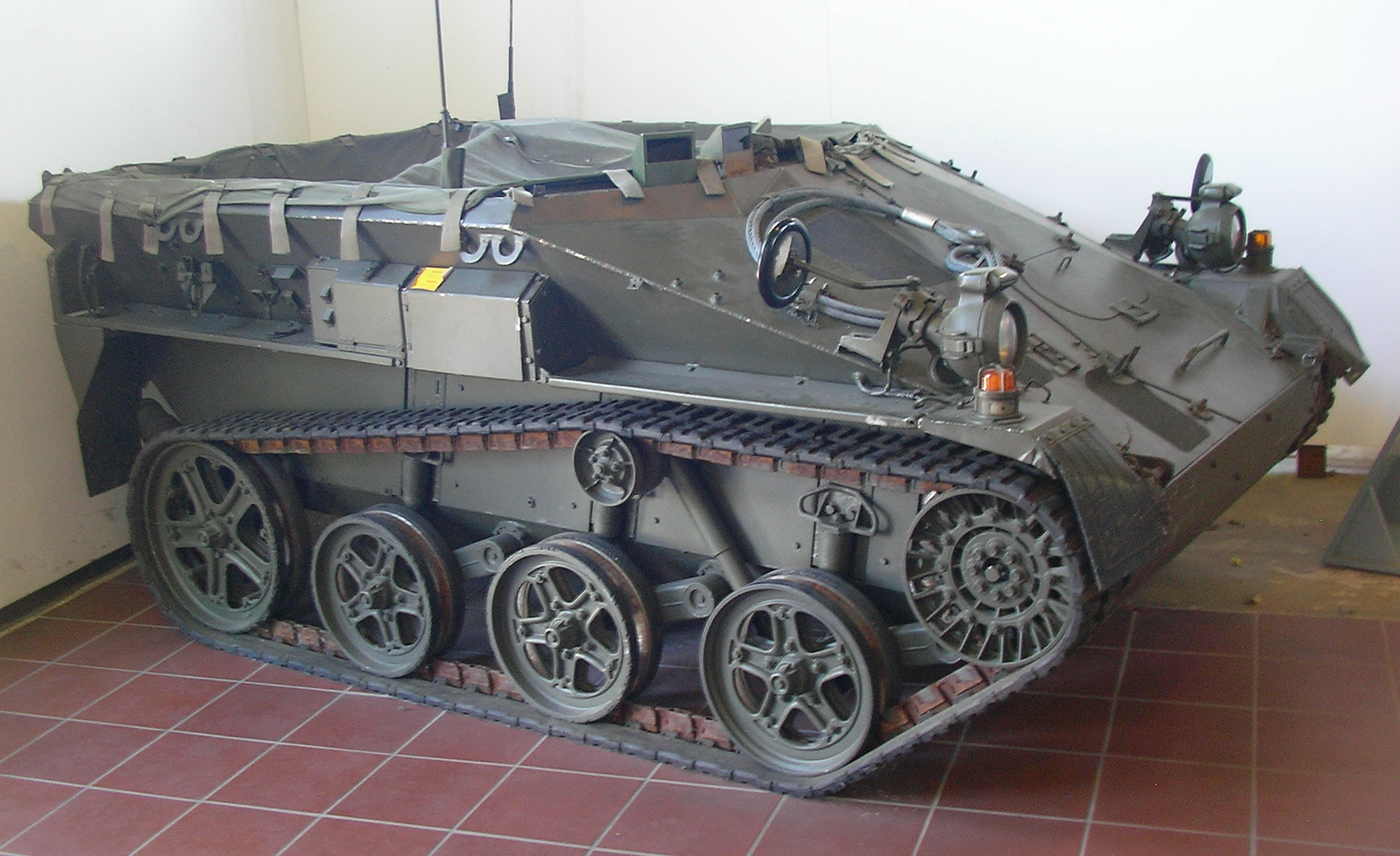
ヴィーゼル1 試作6号車

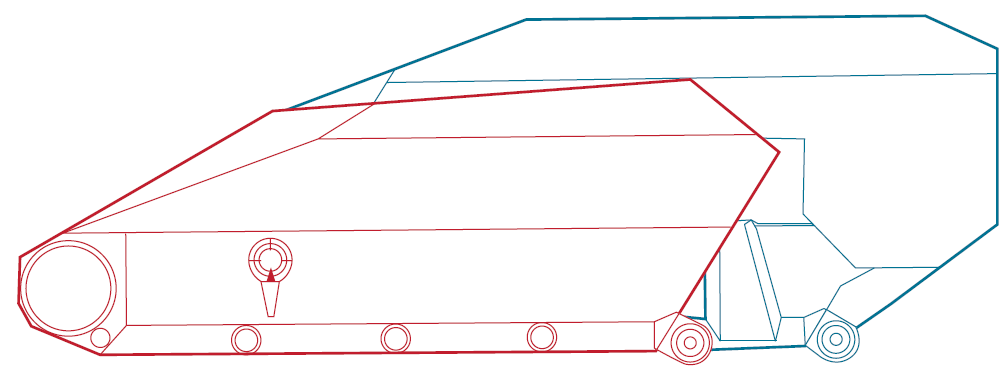
ヴィーゼル1（赤）とヴィーゼル2（青）の大きさ比較

本車は、1970年代にそれまでドイツ空挺部隊が保有していた汎用装輪搬送車 クラーカ（発動機付き台車の略）の後継として開発がスタートした。試作車は1975年に実用試験に供されたがドイツ連邦軍は関心を示さず、1984年にようやく量産が決定された。1989-1992年の間に生産されたタイプは「ヴィーゼル1」（片側：起動輪＋転輪3個＋接地誘導輪1個+上部支持輪1個、トーションバー・サスペンション方式）と呼ばれ、「ヴィーゼル1 MK.20」と呼ばれる20mm機関砲搭載型が135輌、「ヴィーゼル1 TOW」と呼ばれるBGM-71 TOW対戦車ミサイル搭載型が210輌の合計345輌が生産された。
また、1985年からはバリエーション展開を見越し、車両を大型化したタイプが発表された。これは、「ヴィーゼル2」と呼ばれ、転輪を1個追加し（片側：起動輪＋転輪4個＋接地誘導輪1個+上部支持輪2個）、車体を0.6m、全高を0.2m延長したことにより車内スペースは2m²から4m²に倍増した。これにより、基本となる兵員輸送型（兵員4名輸送可能）の他にも様々なバリエーション展開が予想される。その一例として「ASRAD（Atlas Short Range Air Defence=アトラス短距離防空）システム」（ドイツ連邦軍では「LeFlaSys（leichtes Flugabwehrsystem：軽防空システム）」と呼称）が計画されている。ASTRAD（LeFlaSys）は、部隊指揮統制を行うヴィーゼル2 BF/UF、レーダーを搭載し射撃指揮を行うヴィーゼル2 AFF、FIM-92 スティンガー地対空ミサイルの4連装発射機を搭載したヴィーゼル2 オツェロット（Ozelot）を組み合わせた3車輛のみの構成でユニットとしての機能を完結し、さらに火力を増大するにはスティンガー搭載車だけを増加（最大8両まで）させれば良い。
ヴィーゼル2のバリエーションの一つである「ヴィーゼル2 MrsKpfSys（迫撃砲戦闘システム）」では、転輪をもう1個追加し（片側：起動輪＋転輪5個＋接地誘導輪1個+上部支持輪2個）、車体をさらに0.6m延長している。
小型のヴィーゼルは、軍用のCH-53輸送ヘリコプターで2輌（ヴィーゼル1の場合。ヴィーゼル2の場合は1輌のみ）、大型の輸送機なら4輌かそれ以上搭載することができるので、空挺車両として重要な展開能力にも優れている。ただし、ヴィーゼルは空挺部隊向け装備だが、車体の強度の問題から空中投下はできない。
これを活かして、ヴィーゼルは既にソマリア（UNOSOM II 1993年）、ボスニア・ヘルツェゴビナ紛争（IFOR 1995年-1996年およびSFOR 1996年-2004年）、コソボ紛争（KFOR 1999年-）、マケドニア紛争（TFH 2001年）、アフガンテロ戦争（ISAF 2001年-2014年）といった各地の紛争に対する治安維持任務で使用されている。

## バリエーション

### ヴィーゼル1

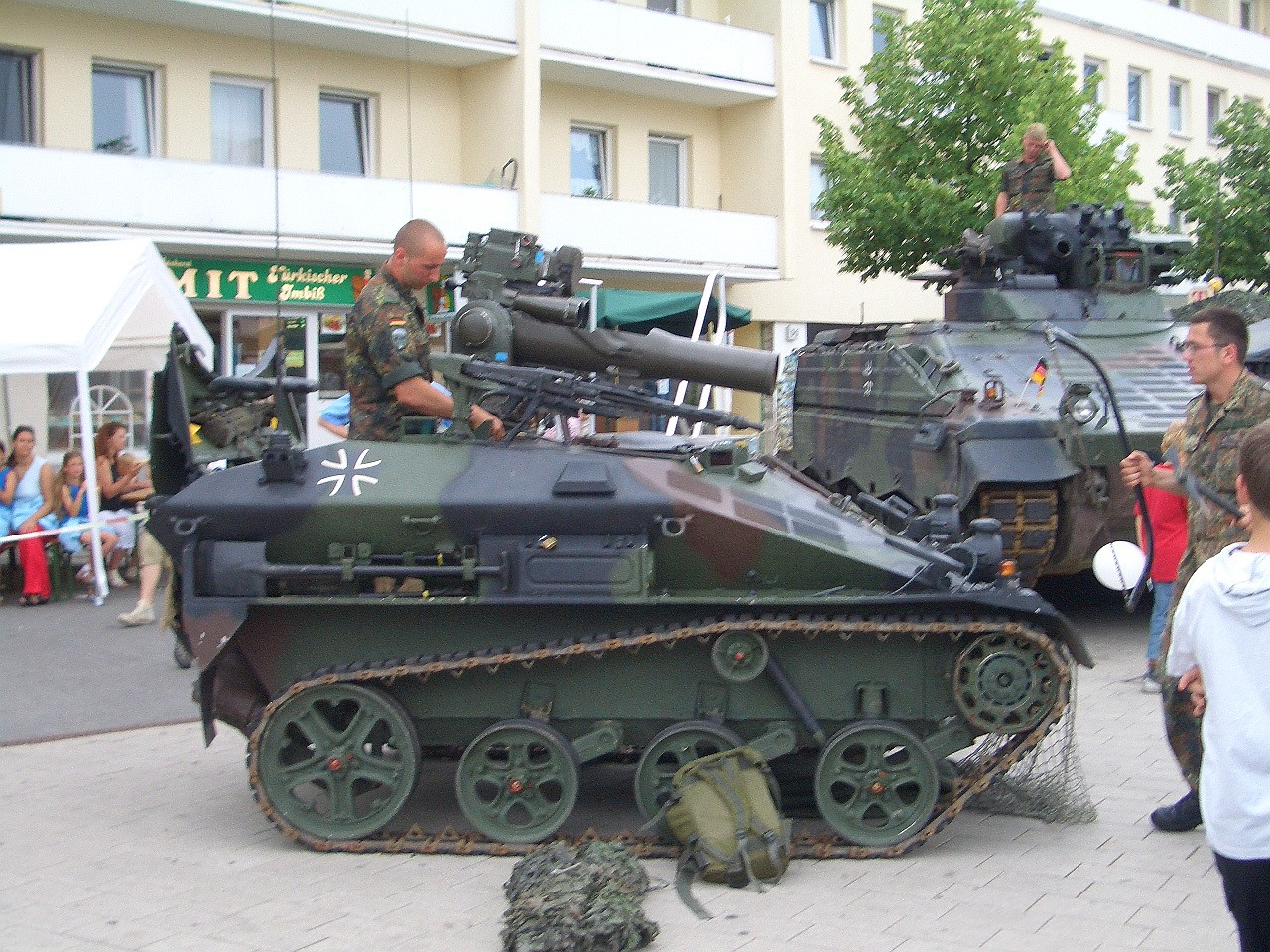
ウィーゼル1A1 TOW

ヴィーゼル1 Aufklärung
偵察型。
ヴィーゼル1 Radar
RATAC-S多目的レーダーを搭載した型。
ヴィーゼル1 BTM208
SAMM BTM208銃塔にFN MAGやブローニングM2重機関銃を搭載した型。
ヴィーゼル1 MK.20
ラインメタル製20 mm機関砲 MK.20 Rh202を搭載した型。「MK.」は「MaschinenKanone、マシーネンカノーネ」（機関砲）の略。 使用時には、車長が体の半分をハッチから出して手動で操作する必要がある。砲塔は全周旋回はできず、左右110度ずつの射角、-10度～＋60度の俯仰角で、最大射程は1200 m、400 mの距離から厚さ12 mmの鋼板を貫通可能。主に歩兵などのソフトターゲットの他、軽装甲地上目標や低高度飛行目標にも対応。最大発射速度は1,030発/分。デュアルベルトフィード方式で、砲の右側に榴弾100発、左側に徹甲弾60発、車内に予備弾240発を搭載。シングル射撃かバースト射撃で射撃する。
ヴィーゼル1 MK.20改
MK.20に新型の照準器を装備した型。
ヴィーゼル1 MK.25
25mm機関砲を搭載した型。
ヴィーゼル1 HOT
HOT 対戦車ミサイルを搭載した型。
ヴィーゼル1 HOT改
HOTの架台をUTM-800に変更した型。
ヴィーゼル1 TOW
BGM-71 TOW 対戦車ミサイルを搭載した型。
ヴィーゼル1 TOW Resupply
TOW運搬用のラックを備えた型。
- ウィーゼル1A1 TOW

### ヴィーゼル2
ヴィーゼル2 Argus
偵察型。
ヴィーゼル2 Carrier
補給車。
ヴィーゼル2 Pionier
工兵車両。
ヴィーゼル2 Ambulance
救急型。
ヴィーゼル2 Command
大隊司令部型。
ヴィーゼル2 APC
兵士4名を搭載可能な装甲兵員輸送車。
ヴィーゼル2 Primus
偵察および発射管制型。
ヴィーゼル2 BF/UF
LeFlaSys指揮車。
ヴィーゼル2 AFF
LeFlaSys レーダー車。
ヴィーゼル2 Ozelot
LeFlaSys ミサイル発射器。
ヴィーゼル2 Ozelot改
ミサイルを箱詰めにした型。
ヴィーゼル2 Mortar
120mm迫撃砲を搭載した型。
ヴィーゼル2 Mortar改
外部の支援が受けられるよう改良された型。
ヴィーゼル2 HOT
HOT 対戦車ミサイルを搭載した型。
ACW ヴィーゼル（Autonomous Combat Warrior Wiesel）
ラインメタル社がヴィーゼル2のプラットフォームをベースに開発した無人ロボット戦闘車両。2021年12月10日に公表。

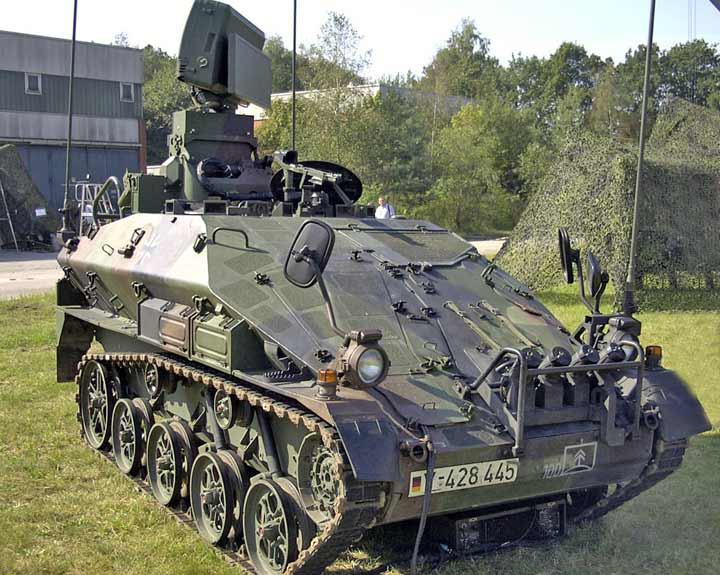
ヴィーゼル2 AFF （LeFlaSys レーダー車）
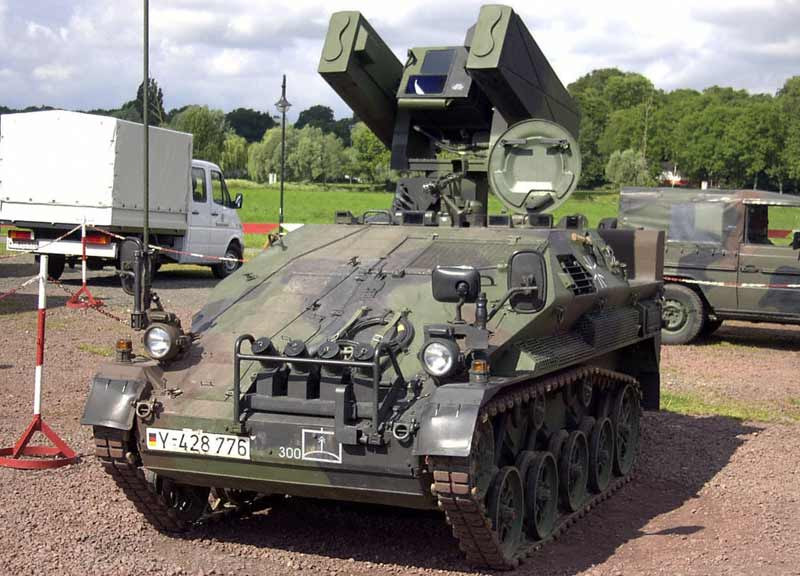
ヴィーゼル2 Ozelot （LeFlaSys発射機）
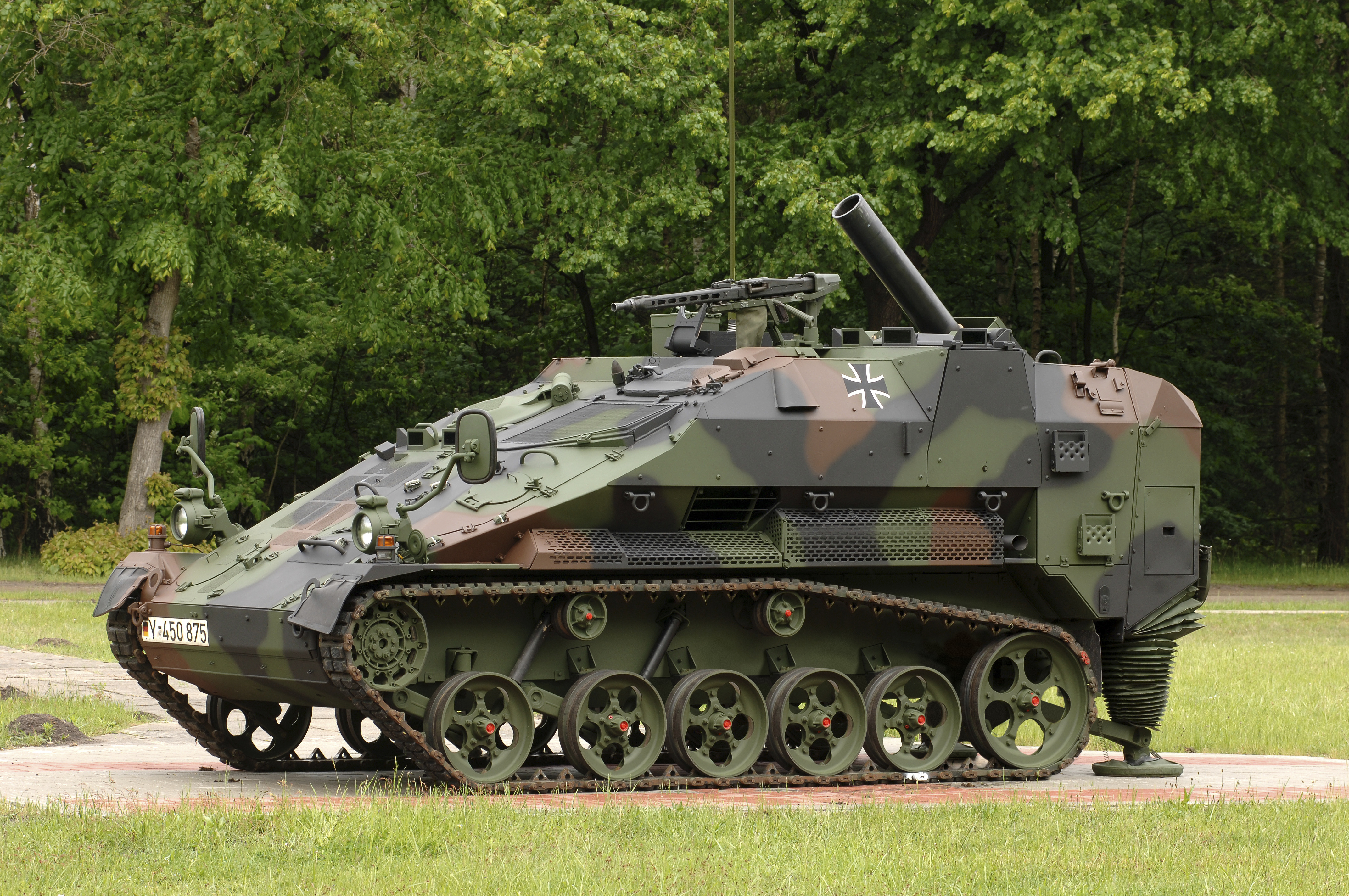
ヴィーゼル2迫撃砲搭載型（MrsKpfSys）。車体後端には衝撃緩衝用ジャッキが装備され、これを接地させている様子が分かる
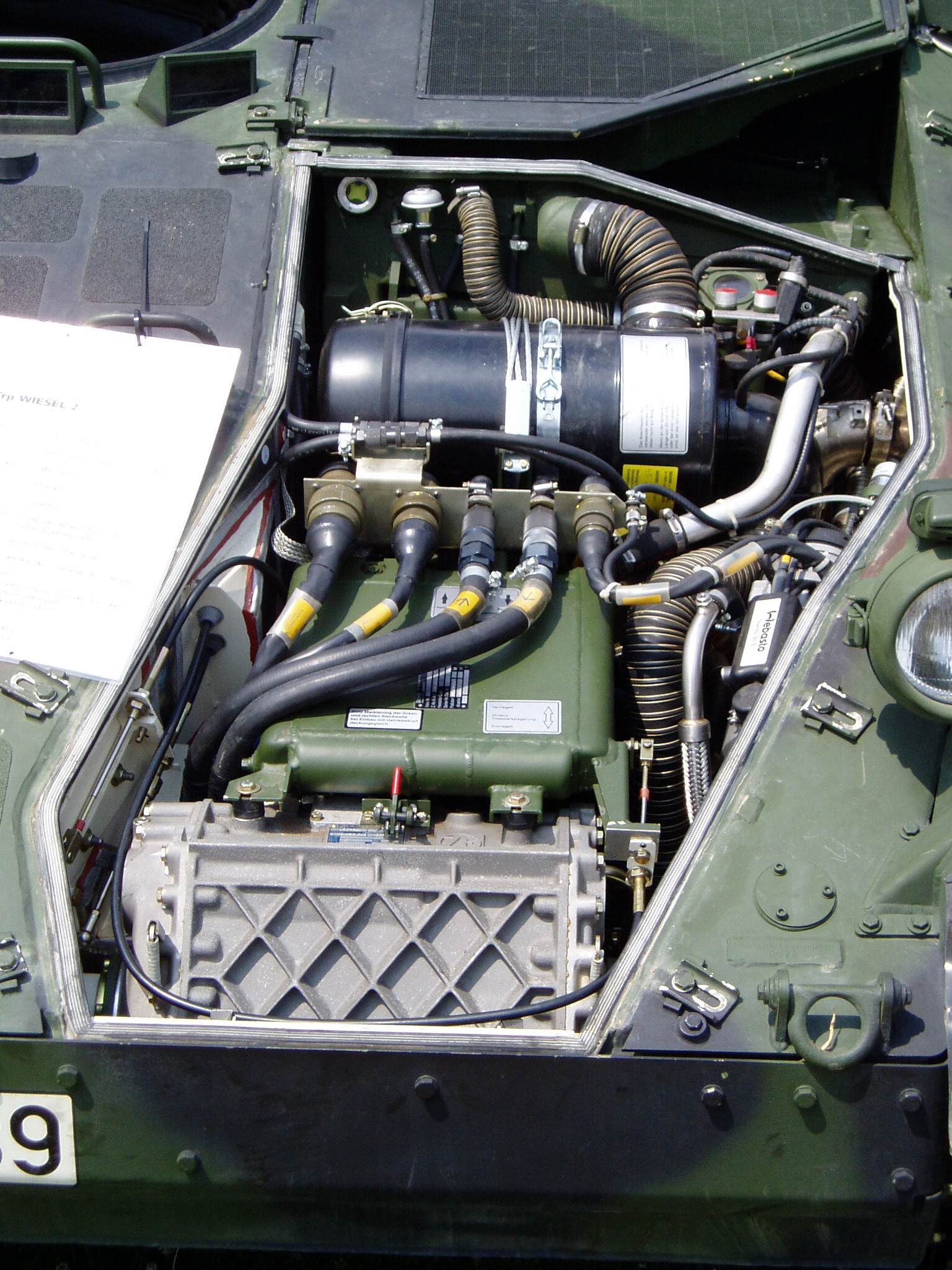
アウディTDI エンジン